# Snežnica
Snežnica é um município da Eslováquia, situado no distrito de Kysucké Nové Mesto, na região de Žilina. Tem 5,51 km² de área e sua população em 2018 foi estimada em 1.021 habitantes.

## Demografia
| Ano:        | 1994 | 2004    | 2014   | 2024    |
| ----------- | ---- | ------- | ------ | ------- |
| Broj ljudi: | 893  | 987     | 988    | 1129    |
| Razlika:    |      | +10,52% | +0,10% | +14,27% |

| Ano:               | 2023 | 2024   |
| ------------------ | ---- | ------ |
| Número de pessoas: | 1127 | 1129   |
| Diferença:         |      | +0,17% |